# Cazeneuve (Gers)
Cazeneuve é uma comuna francesa na região administrativa da Occitânia, no departamento de Gers. Estende-se por uma área de 8.31 km², e possui 155 habitantes, segundo o censo de 2018, com uma densidade de 19 hab/km².